# 霍辛·哈茲安那·康斯坦丁
霍辛·哈茲安那·康斯坦丁（1986年7月7日—）是一名安道爾男子游泳運動員，曾代表國家參加2012年倫敦奧運的男子200米蝶泳，並未獲得獎牌。他也曾在2004年雅典奧運上擔任安道爾代表團的開幕式旗手。